# ハーリド・ムニール
ハーリド・ムニール（アラビア語: خالد منير、Khalid Muneer、1998年2月24日 - ）はカタールのサッカー選手。ポジションはMF。アル・ワクラSC所属。

## 経歴
2014-15シーズンよりアル・ドゥハイルSCの前身であるレフウィヤSCのユースクラブに加入。その後、渡欧しテルセーラ・ディビシオンのクラブに加入した。翌年、母国のアスパイア・アカデミーが運営するスペインのフピテル・レオネスに加入した。
2018-19シーズンにアル・ドゥハイルに戻るが出場機会はなく、2019-20シーズンにアル・ワクラSCに期限付き移籍した。ここで出場機会を得ると、2年後には完全移籍を勝ち取った。

### 代表
2021年12月6日のイラク代表戦でA代表デビュー。
2022 FIFAワールドカップを戦う本大会メンバーにも選出された。

## 代表歴

### 出場大会
- カタール代表
  - 2022 FIFAワールドカップ

### 試合数
- 国際Aマッチ 9試合 1得点（2021年-）[4]

| カタール代表 | 国際Aマッチ | 国際Aマッチ |
| 年           | 出場        | 得点        |
| ------------ | ----------- | ----------- |
| 2021         | 1           | 0           |
| 2022         | 2           | 1           |
| 2023         | 6           | 0           |
| 2024         |             |             |
| 通算         | 9           | 1           |